# Monte Koya
O monte Koya (em japonês 高野山, transl. Kōya-san) é uma montanha em Wakayama, ao sul de Osaka, Japão.
Primeiramente ocupado em 819 pelo monge Kukai, o Monte Koya é primariamente conhecido como o quartel general do ramo principal da escola Shingon do budismo japonês. Localizado num vale à 800m de altitude, entre oito picos da montanha, o monastério original se desenvolveu na cidade de Koya, possuindo uma universidade dedicada à estudos religiosos e 120 templos, muitos dos quais oferecem estalagens para os peregrinos. A montanha abriga os seguintes locais famosos:
- Okunoin (奥の院), o mausoléu de Kukai, rodedado por um imenso cemitário (o maior do Japão)
- Danjōgaran (壇上伽藍)
  - Konpon Daitō (根本大塔), um pagode que de acordo com as doutrinas Shingon representa o ponto central de uma mandala, cobrindo não apenas o monte Koya mas todo o Japão
- Kongobu-ji (金剛峰寺), o quartel general do ramo principal da escola Shingon

Em 2004, a UNESCO designou o monte Koya, juntamente com outras duas localidades na penísula de Kii, como Património Mundial.

## Acesso
A montanha é acessível principalmente através da Nankai Electric Railway, partindo da estação de Namba (em Osaka) para a estação Gokurakubashi, na base da montanha. Um teleférico então leva os visitantes de Gokurakubashi ao cume em cinco minutos. A viagem completa leva em torno de uma hora e meia num trem expresso ou duas horas num convencional. O tráfego de veículos pode ser terrível nos fins de semana, indo até o anoitecer. Em dias de semana, a montanha oferece um passeio agradável, seguido pela animação ao chegar nos monastérios no topo. Muitos monastérios budistas na montanha funcionam como hotéis para visitantes, provendo acomodação tradicional juntamente com jantar e café da manhã.

## Imagens

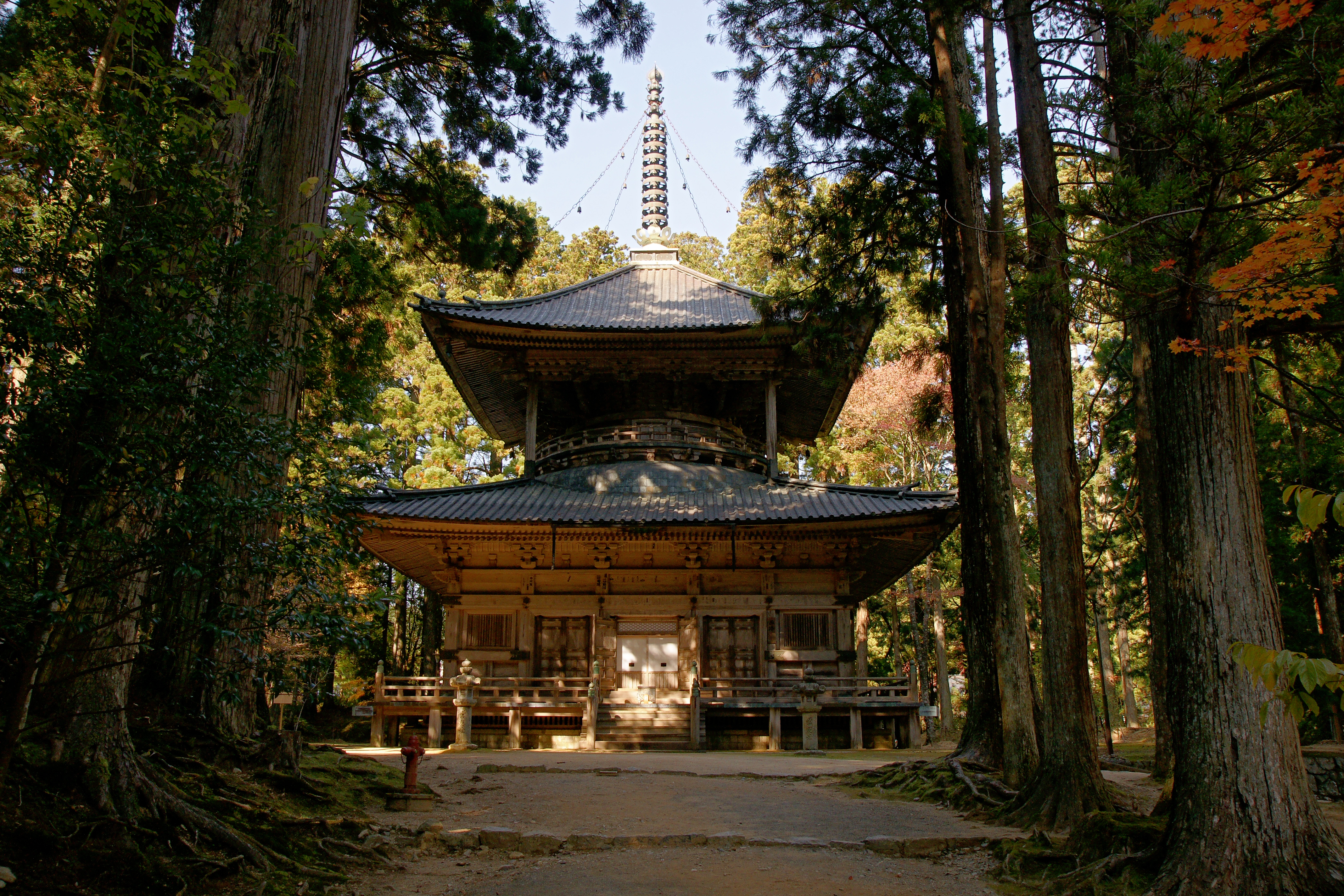
Danjōgaran Saito
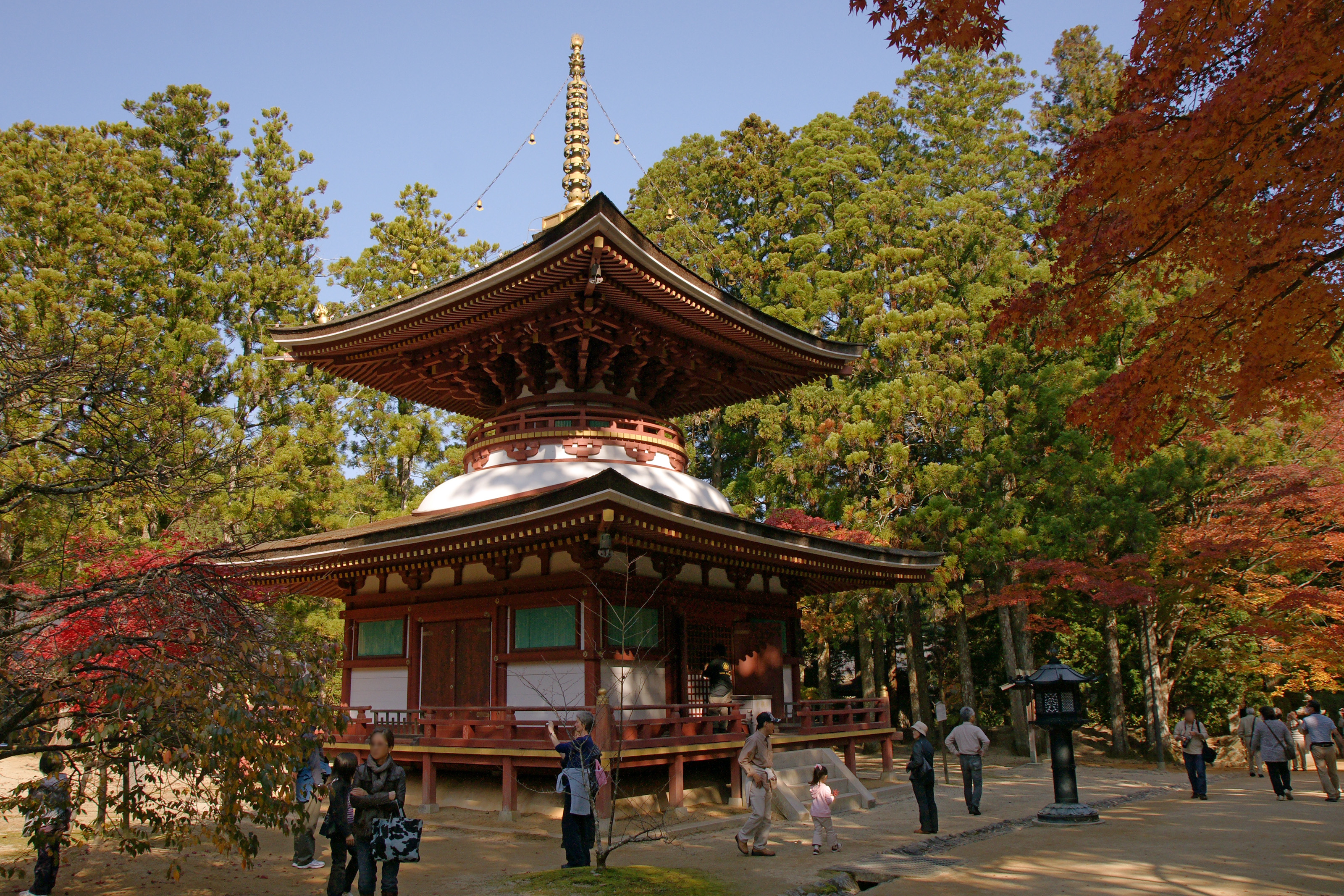
Danjōgaran Toto
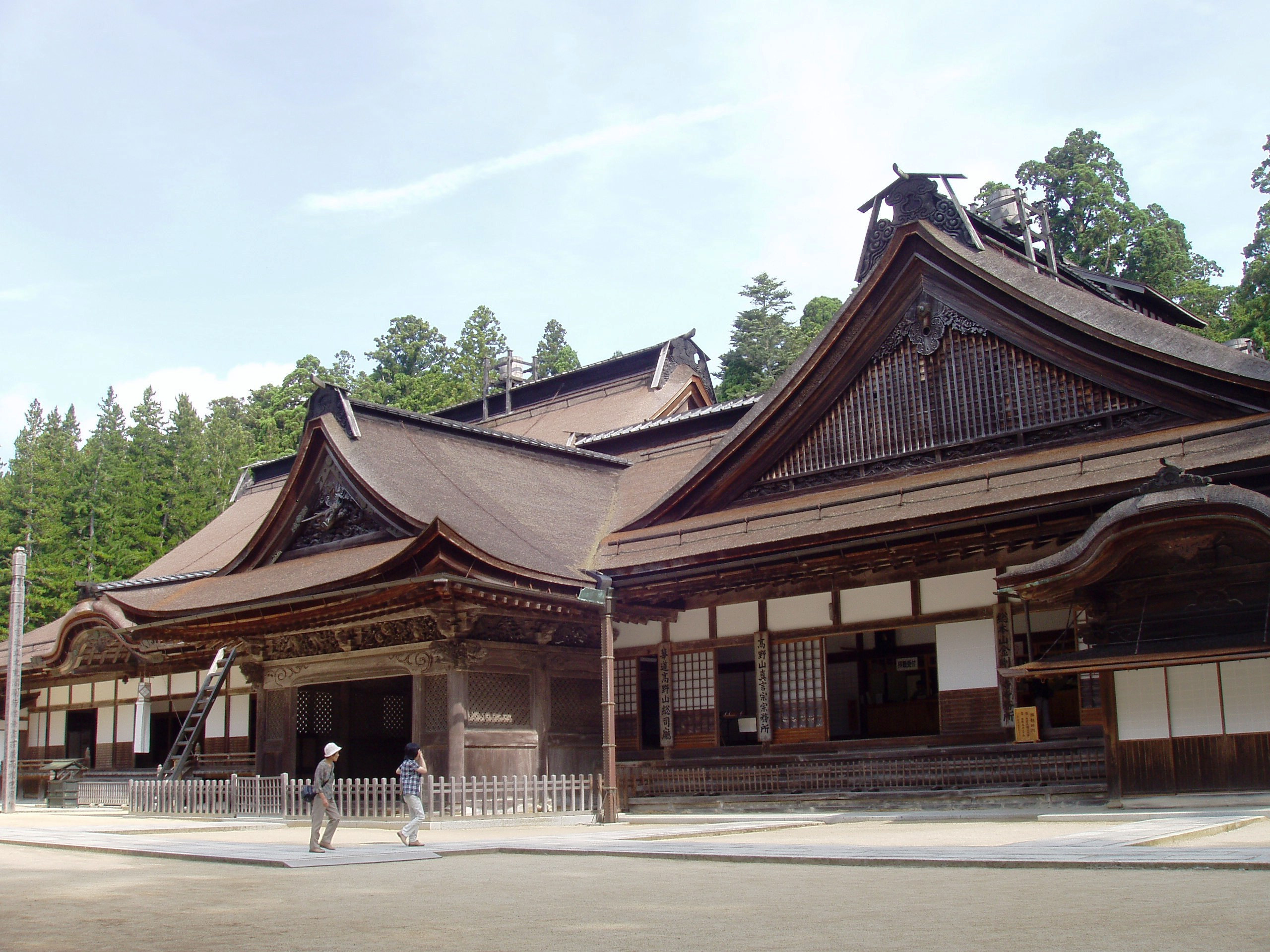
Kongobuji Temple
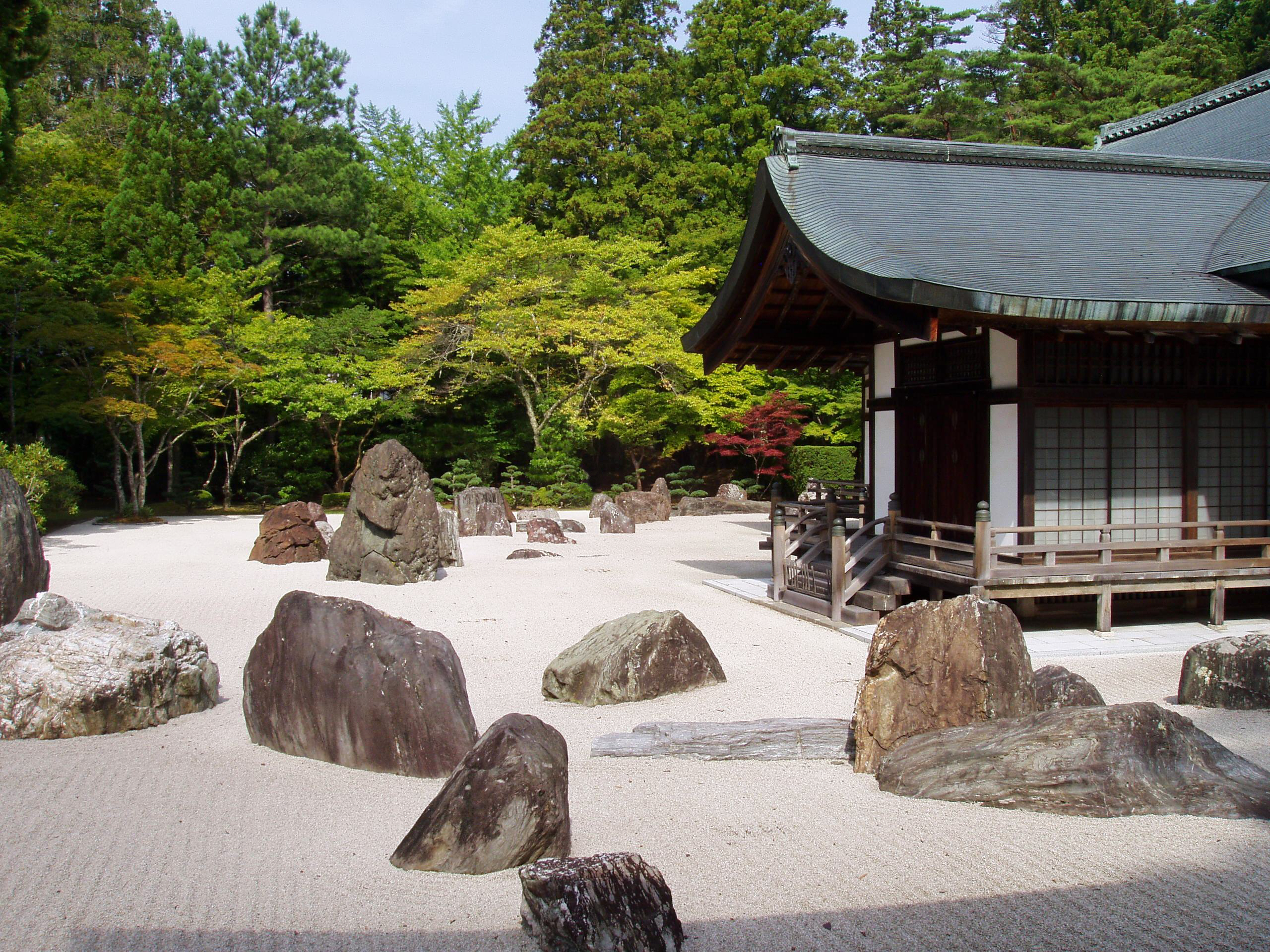
Banryutei rock
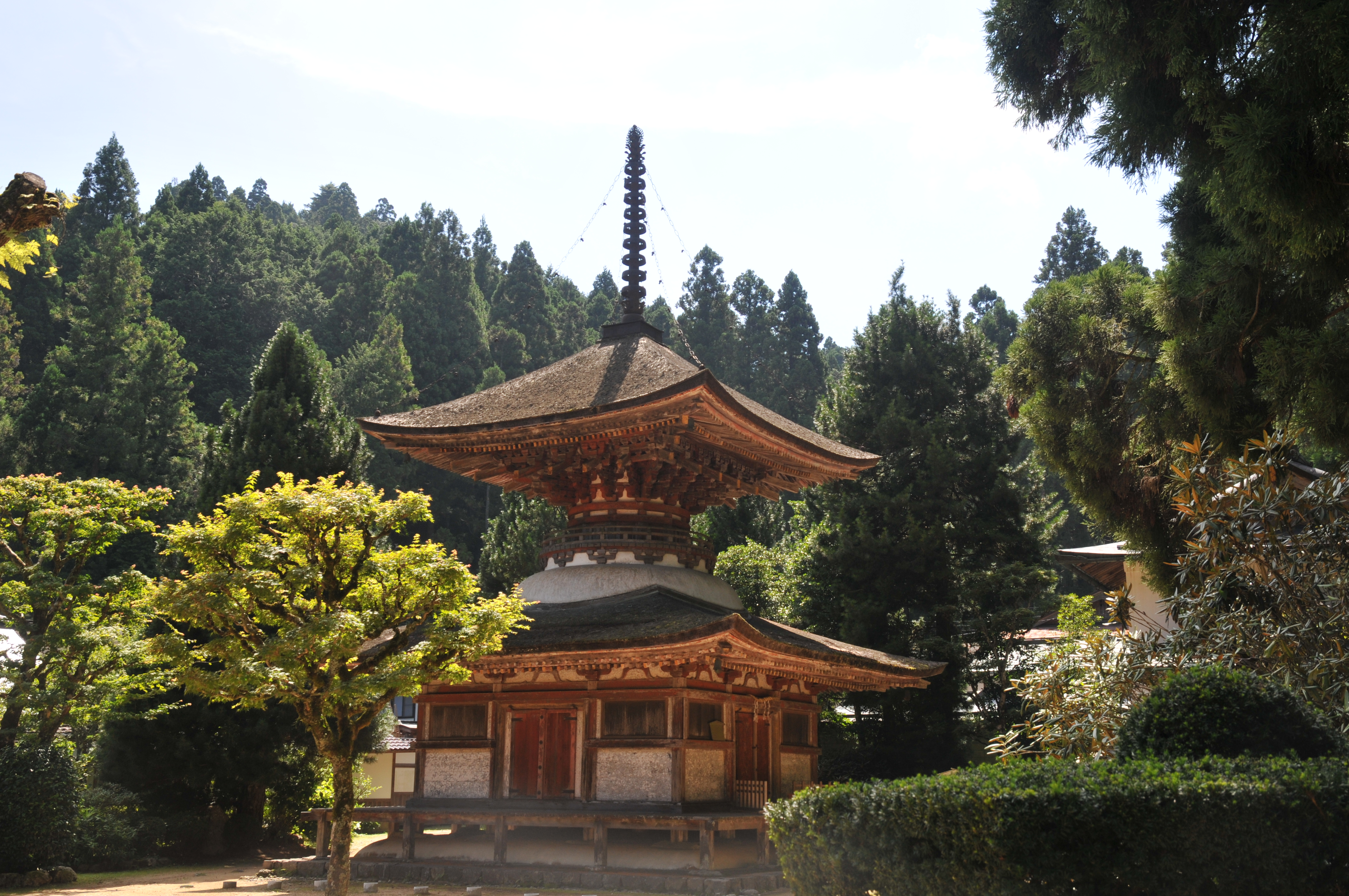
Kongozanmaiin
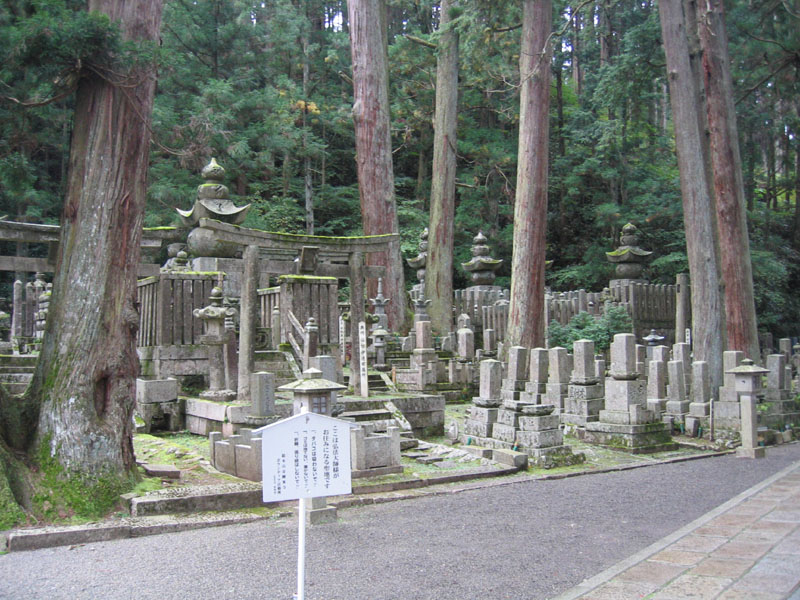
Okunoin Cemetery
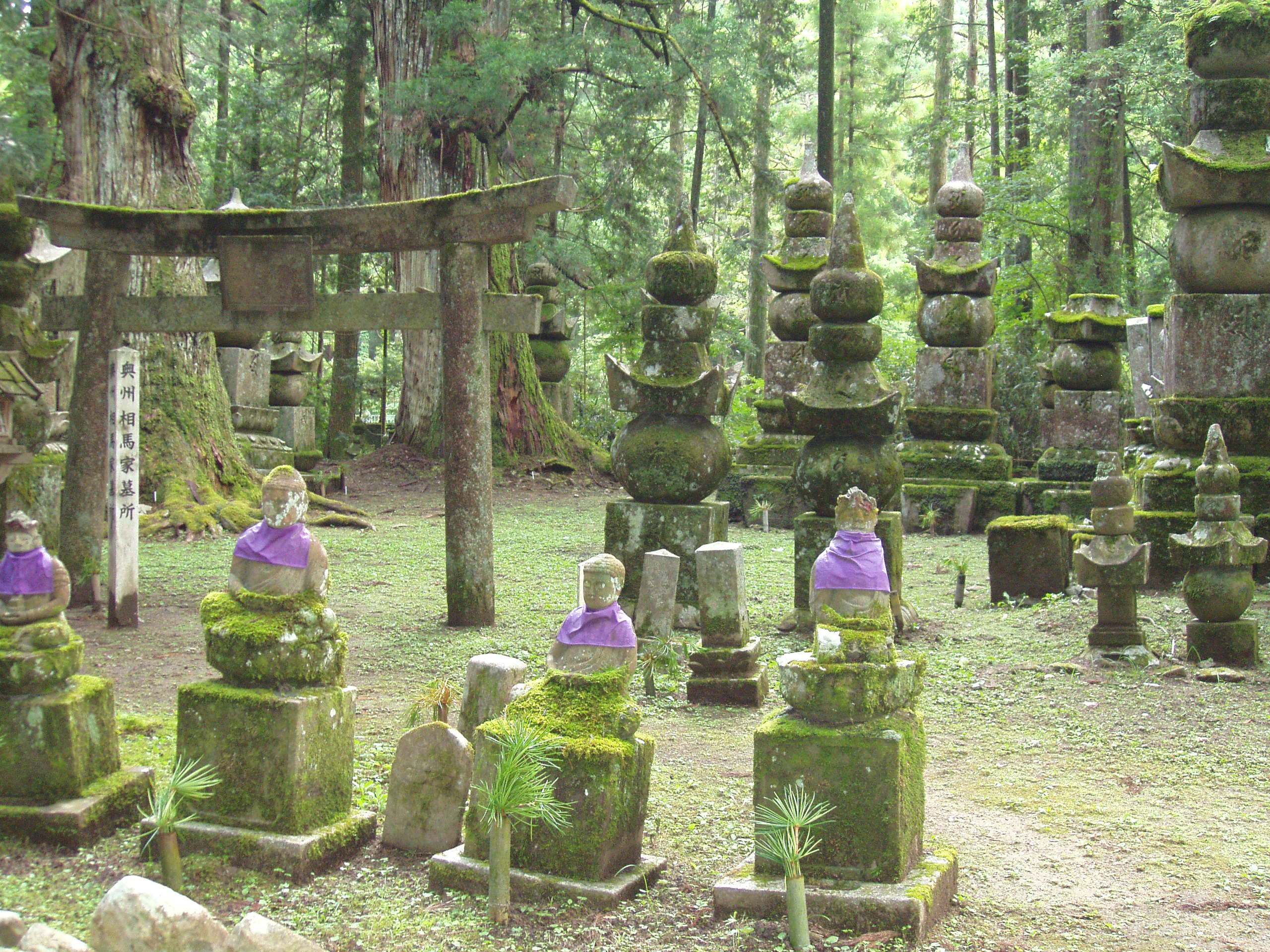
Okunoin Cemetery
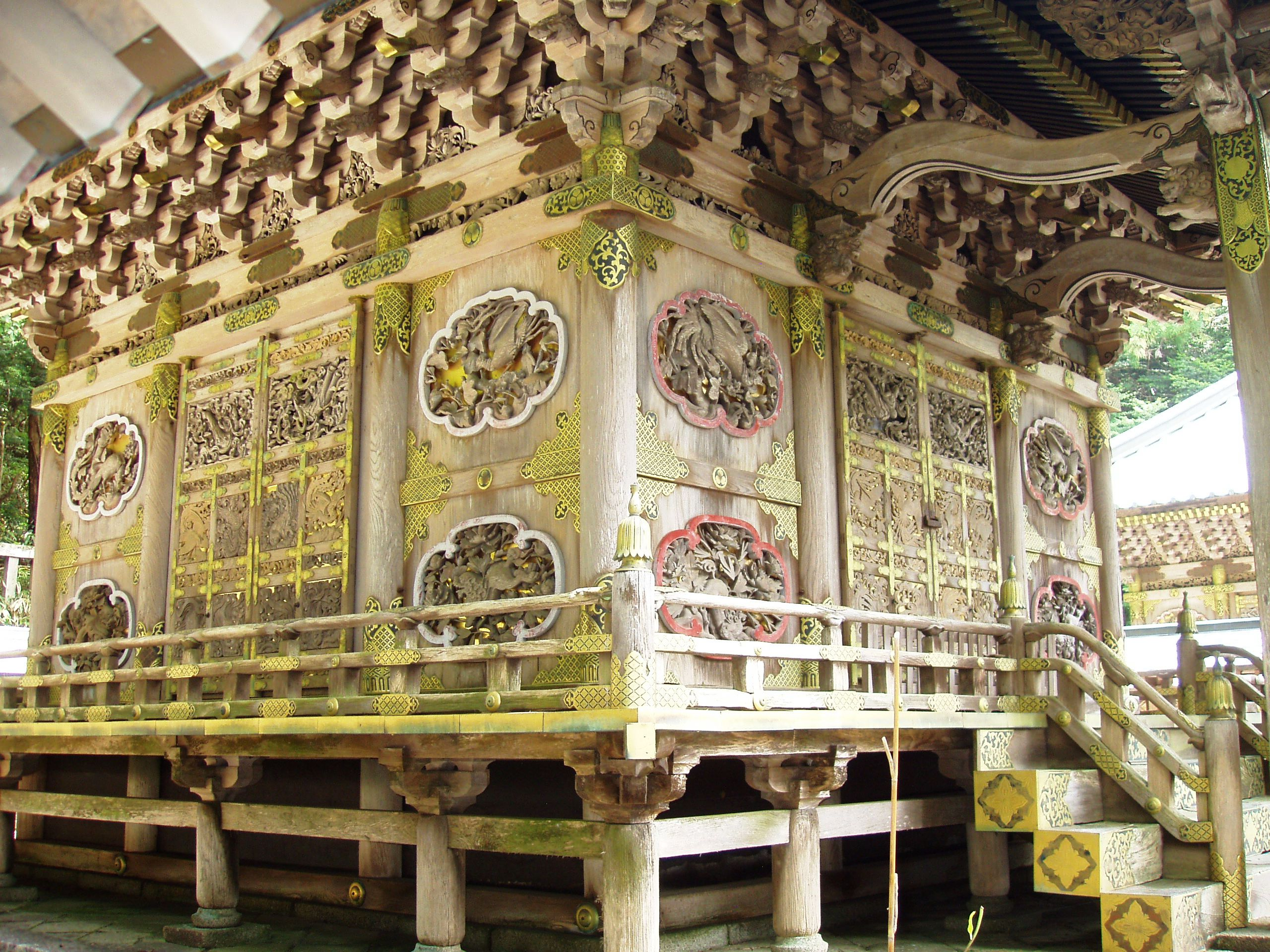
Tokugawa Mausoleum